# Hynek Čermák
Hynek Čermák (ur. 14 lutego 1973 w Pradze) – czeski aktor.

## Życiorys
W 1994 roku ukończył DAMU w Pradze. Od 2010 jest członkiem Teatru Dejvice. Laureat Czeskiego Lwa dla najlepszego aktora drugoplanowego.

## Filmografia
- 1993: Stalingrad jako Żołnierz
- 2011: Mężczyźni w nadziei jako Masażysta
- 2011: Niewinność jako Láďa
- 2012: Święta czwórca jako Elektryk Ondra
- 2012: W cieniu jako Karlos